# Fotos Cordero
Fotos Cordero es el nombre de un estudio fotográfico boliviano, fundado por Julio Cordero Benavides en 1900, y que preserva fotografías históricas que comprenden el periodo de entre 1900 y 1961.

## Historia
El estudio fotográfico Cordero fue uno de los primeros establecidos en Bolivia y uno de los más importantes en la ciudad de La Paz, imágenes históricas de esta ciudad tomadas por el estudio se comercializan popularmente y decoran usualmente diferentes negocios en La Paz.
El Fundador del estudio, Julio Cordero Castillo nació en la población de Pucarani y dio inicio a tres generaciones de fotógrafos, le siguieron Julio Cordero Ordoñez y Julio Cordero Benavides.
En 2013, el Gobierno Autónomo Municipal de La Paz adquirió un total de 17.000 piezas de la colección del estudio, adicionalmente adquirieron herramientas de fotografía pertenecientes a los fotógrafos Cordero
El estudio fotográfico conserva el trabajo de tres generaciones que trabajaron en el rubro, el acervo está compuesto por 5.000 negativos digitalizados y 100.000 por digitalizar.

## Reconocimiento
El 21 de agosto de 2024, conmemorando el Día Mundial de la Fotografía recibió una distinción por parte de la Fundación Cultural del Banco Central de Bolivia.